# Agrinio
Agrinio (gr. Αγρίνιο, łac. Agrinium) – miasto w zachodniej Grecji, w administracji zdecentralizowanej Peloponez, Grecja Zachodnia i Wyspy Jońskie, w regionie Grecja Zachodnia, w jednostce regionalnej Etolia-Akarnania. Siedziba gminy Agrinio. W 2011 roku liczyło 46 899 mieszkańców. Największe miasto w regionie Etolia i Akarnania. Powierzchnia miasta to 162,7 km². Kod pocztowy miasta Agrinio to 301 00, a tablice rejestracyjne rozpoczynają się literami AI. W średniowieczu oraz przed 1925 rokiem, miasto było znane pod nazwą Wrachori (gr. Βραχώρι).

## Historia
Według mitologii, Agrinio zostało wybudowane przez króla Agrios, syna Thestii. Zostało zniszczone przez Kassandra w 314 roku p.n.e. W 1585 roku zostało zdezerterowane podczas rewolucji Theodorosa Migasa. Na początku XVI wieku, Agrinio stało się administracyjnym centrum Aetolii-Akarnanii. Wówczas miasto nosiło nazwę Wrachori. Miasto wzięło udział w greckiej rewolucji. 11 czerwca 1821 roku stało się czasowo miastem wolnym. W 1832 roku zostało członkiem nowego regionu z traktatem Kalendar Kiosk (9 lipca 1832). W 1925 roku przywrócono nazwę Agrinion. W latach 60. nazwa zmieniła się na Agrinio.
W 1981 roku liczba mieszkańców wynosiła 35 773, a w 1991 roku 39 638.

## Sport
Najpopularniejszym sportem w mieście jest piłka nożna. Istnieje w nim klub Panetolikos GFS, który uczestniczy w rozgrywkach greckiej super ligi.

## Media
W mieście znajduje się stacja radiowa Agrinio 93,7 FM oraz redakcja gazety Nea Epohi.

## Interesujące miejsca
- Muzeum Archeologiczne Agrinion
- lotnisko Agrinion

Poza tym w mieście można znaleźć m.in. liczne kościoły, szkoły, licea, gimnazja, banki, posterunek policji i pocztę.